# Hôpital pédiatrique Santo Antônio
 (février 2024).
Si vous disposez d'ouvrages ou d'articles de référence ou si vous connaissez des sites web de qualité traitant du thème abordé ici, merci de compléter l'article en donnant les références utiles à sa vérifiabilité et en les liant à la section « Notes et références ».
L’Hôpital pédiatrique Santo Antônio est une unité du complexe hospitalier de la Santa Casa de Misericórdia de Porto Alegre. Il est spécialisé en pédiatrie, avec des soins de haute qualité. Ses espaces sont tous adaptés aux jeunes patients.